# Бекович-Черкасский, Ефим Александрович
Ефим Александрович (Асланбек Касбулатович) Бекович-Черкасский (1794—1869) — российский военный деятель, майор, участник Кавказской войны. По происхождению кабардинский князь из рода Бековичей-Черкасских. 

## Биография
Родился в городе Кизляр. Третий сын полковника, князя Александра (Каспулата Эльмурзовича) Бековича-Черкасского. Младший брат генерал-майора, князя Фёдора Александровича Бековича-Черкасского.
За участие в российском посольстве в Иран в 1817 году князь Ефим Бекович-Черкасский был награждён персидским орденом Льва и Солнца 4-й степени. Избрал военную службу, прапорщик (с 1819), подпоручик — (с 1825), штабс-капитан — (1826), капитан — (с 1827) и майор — (1832).
Участвовал в русско-персидской войне (1826—1828), где отличился в сражении при Джеван-Булахе, вблизи крепости Аббас-Абад, был награждён орденом св. Владимира 4-й степени с бантом (2 октября 1827 года) и землями на правом берегу р. Терек. Награждён орденом св. Станислава 2-й степени (1840), серебряной медалью за персидскую войну. В чине капитана в 1829-1834 годах был приставом Малой Кабарды «с жалованьем 900 руб. ассигнациями в год». Проживал в Малой Кабарде в ауле Бековичи.
После смерти своего старшего брата, генерал-майора Фёдора Бековича-Черкасского, Ефим Бекович-Черкасский получил в наследство огромные земельные угодья (более 100 тыс. десятин), которые по ходатайству генерала А. П. Ермолова, как земли, принадлежащие деду по материнской линии Кончокину-Черкасскому, достались старшему из братьев. Майор Ефим Бекович-Черкасский, выйдя в отставку, становится одним из крупнейших феодалов на Северном Кавказе, имея, кроме земли, около 5 тыс. душ подвластных. Будучи потомственным военным (дед — генерал, отец — полковник, старший брат — генерал, другой дед — подполковник), Ефим, уйдя в отставку, продолжал сотрудничать с военными властями, неся со своими людьми пограничную службу. Впоследствии (1866) его земли, кроме 3 тыс. десятин, оставленных во владении Ефима, и 1637 десятин, предоставленных аулам Исламово и Ахлово, были выкуплены государством и использованы для наделения казаков.

## Семья и дети
Был женат на дочери брагунского (кумыкского) князя Белохине Ахтоловне Таймазовой (после крещения — Анна Георгиевна, она же Анна Егоровна, ум. 1870). Дети:
- Княжна Прусан (мусульманка, родилась до крещения матери), была замужем за кабардинским князем Наузуровым
- Князь Виктор (Кайтуко)
- Князь Николай (Эльмурза)
- Князь Михаил (Асланбек)